# Liste der Baudenkmale in Sprakensehl
In der Liste der Baudenkmale in Sprakensehl sind alle Baudenkmale der niedersächsischen Gemeinde Sprakensehl aufgelistet. Die Quelle der Baudenkmale ist der Denkmalatlas Niedersachsen. Der Stand der Liste ist der 22. August 2021.

## Allgemein
In den Spalten befinden sich folgende Informationen:
- Lage: die Adresse des Baudenkmales und die geographischen Koordinaten. Kartenansicht, um Koordinaten zu setzen. In der Kartenansicht sind Baudenkmale ohne Koordinaten mit einem roten Marker dargestellt und können in der Karte gesetzt werden. Baudenkmale ohne Bild sind mit einem blauen Marker gekennzeichnet, Baudenkmale mit Bild mit einem grünen Marker.
- Bezeichnung: Bezeichnung des Baudenkmales
- Beschreibung: die Beschreibung des Baudenkmales. Unter § 3 Abs. 2 NDSchG werden Einzeldenkmale und unter § 3 Abs. 3 NDSchG Gruppen baulicher Anlagen und deren Bestandteile ausgewiesen.
- ID: die Objekt-ID des Baudenkmales
- Bild: ein Bild des Baudenkmales, ggf. zusätzlich mit einem Link zu weiteren Fotos des Baudenkmals im Medienarchiv Wikimedia Commons. Wenn man auf das Kamerasymbol klickt, können Fotos zu Baudenkmalen aus dieser Liste hochgeladen werden:

## Sprakensehl

### Gruppe: Forstgehöft
Die Gruppe hat die ID 33922149. Lockere Gruppierung von Scheune und Wohnhaus im rechten Winkel um Hofbereich mit drei Linden als zeittypisches Forstgehöft Mitte 19. Jh.

| Lage                                      | Bezeichnung | Beschreibung | ID       | Bild |
| ----------------------------------------- | ----------- | --- | -------- | ---- |
| Hauptstraße 9 52° 46′ 4″ N, 10° 29′ 37″ O | Wohnhaus    | Siebenachsiger, verputzter Massivbau mit überhöhtem Mittelrisalit und Halbwalmdach in Ziegelpfannendeckung, bauzeitliche Tür mit vorgelagerter Außentreppe in Sandstein. Errichtet um die Mitte des 19. Jh. | 33939747 | BW   |
| Hauptstraße 9 52° 46′ 4″ N, 10° 29′ 35″ O | Scheune     | Langgestreckter Fachwerkbau in Stockwerksbauweise unter Halbwalmdach in Ziegelpfannendeckung. Fachwerkgefüge mit Ziegelausfachung, teils massiv ersetzt, außermittige Längseinfahrt.                        | 33939772 | BW   |

### Einzelbaudenkmale
| Lage                                               | Bezeichnung               | Beschreibung | ID       | Bild           |
| -------------------------------------------------- | ------------------------- | --- | -------- | -------------- |
| Schulstraße 7 52° 45′ 57″ N, 10° 29′ 29″ O         | St. Christophorus         | Saalkirche aus Feldstein- und Ziegelmauerwerk aus 14. Jh. Langhaus unter Satteldach in Ziegelpfannendeckung, Ost und Nordseite in Feldsteinen, Südseite mit Backstein gemauert mit Backsteinauslucht mit Hauptportal. Chorfenster in Spitzbögen mit teils glasierten Ziegeln, teils in Stuckeinfassung. Wuchtiger Westturm auf quadratischen Grundriss in Feldsteinen, OG in Ziegelmauerwerk mit Ladeluken, auskragendes Pyramidendach in Ziegelpfannendeckung sowie Dachgauben. | 33939538 | Weitere Bilder |
| Schulstraße 52° 45′ 58″ N, 10° 29′ 31″ O           | Kriegerdenkmal            | Zentraler Sandsteinobelisk mit eingemeißelten Kreuz mit niedergelegtem Helm auf Stirnseite, zu den restlichen Seiten mit eingemeißelten Namenslisten sowie Eisernen Kreuzen. Rückwärtig bogenförmige Sandsteinmauer mit eingelassenen Grabstelen mit Namenlisten, als Erweiterung für die Gefallenen des Zweiten Weltkrieges. Am Rand der Mauerkronen gemeißelte Inschrift. | 33939582 | BW             |
| Behrener Dorfstraße 14 52° 47′ 27″ N, 10° 30′ 5″ O | Wohn-/ Wirtschaftsgebäude | Eingeschossiger Fachwerkbau unter Halbwalmdach in Ziegelpfannendeckung, nordseitig Haupteingang sowie außermittige Toreinfahrt mit Zierbalken. Fachwerkgefüge mit gekuppelten Ständern, Wohn- und Wirtschaftsteil klar erkennbar. | 33939208 | BW             |
| Eichenweg 15 52° 47′ 21″ N, 10° 30′ 8″ O           | Wohn-/ Wirtschaftsgebäude | Vierständer–Hallenhaus unter Halbwalmdach in Ziegelpfannendeckung mit südlicher Gaube. Östliche Giebelseite mit Längsdurchfahrt mit Zierbalken mit Inschrift und Datierung auf 1862(i) sowie Ladeluke, Westseite mit Holz verkleidet. Zu Wohnzwecken ausgebaut, der östliche Wirtschaftsteil ist im Fachwerk klar unterscheidbar. | 33939231 | BW             |
| B 4, km 61,710 52° 44′ 56″ N, 10° 29′ 25″ O        | Memorialstein             | | 33939627 | BW             |

## Blickwedel

### Einzelbaudenkmale
| Lage                                                    | Bezeichnung       | Beschreibung | ID       | Bild |
| ------------------------------------------------------- | ----------------- | ------------ | -------- | ---- |
| Blickwedeler Dorfstraße 42 52° 45′ 38″ N, 10° 25′ 35″ O | Landsarbeiterhaus |              | 33939275 | BW   |
| Alter Kirchweg 52° 45′ 38″ N, 10° 26′ 21″ O             | Schafstall        |              | 33939255 | BW   |

## Hagen bei Sprakensehl

### Gruppe: Hagener Dorfstraße 11
Die Gruppe hat die ID 33920872. Zeittypische und ortsbildprägende Anlage, erbaut um Mitte 19. Jh.

| Lage                        | Bezeichnung        | Beschreibung | ID       | Bild |
| --------------------------- | ------------------ | --- | -------- | ---- |
| 52° 46′ 8″ N, 10° 27′ 16″ O | Wohnhaus           | Eingeschossiger, giebelständiger Vierständer–Fachwerkbau unter Halbwalmdach in Ziegelpfannendeckung. Außermittige Querdiele, Fachwerkgefüge mit gekuppelten Ständern und Ziegelsichtausfachung. | 33939443 | BW   |
| 52° 46′ 9″ N, 10° 27′ 16″ O | Wirtschaftsgebäude | Haus in Fachwerkbauweise in ortsbildprägenden dreiseitigen Hofanlage. | 51305344 | BW   |

### Gruppe: Sprakensehler Straße 1
Die Gruppe hat die ID 33922217. Kleine Hofanlage aus Fachwerkgebäuden: ehemaliges Wohn-/ Wirtschaftsgebäude mit rechtwinklig an den Wirtschaftsteil angebauten Scheunenteil sowie zwei Stallgebäuden.

| Lage                         | Bezeichnung               | Beschreibung | ID       | Bild |
| ---------------------------- | ------------------------- | --- | -------- | ---- |
| 52° 46′ 13″ N, 10° 27′ 25″ O | Wohn-/ Wirtschaftsgebäude | Eingeschossiger Fachwerkbau auf Sandsteinsockel unter Halbwalmdach mit Ziegelpfannendeckung. Fachwerkgefüge mit gekuppelten Ständern, dreifeldigen Streben und Ziegelausfachung. Nördlicher Flügel. | 33939469 |      |
| 52° 46′ 12″ N, 10° 27′ 25″ O | Scheunenanbau             | Südlicher Eingeschossiger Fachwerkbau in Ziegelausfachung unter Satteldach in Ziegelpfannendeckung mit hölzernen Tordurchfahrt.                                                                     | 33939845 | BW   |
| 52° 46′ 13″ N, 10° 27′ 24″ O | Stall                     | Eingeschossiger Fachwerkbau unter Satteldach in Ziegelpfannendeckung. Giebel mit vertikaler Holzverschalung verkleidet, Ausfachung in Ziegelsetzung, hofseitig Wirtschaftstore.                     | 33939798 | BW   |
| 52° 46′ 12″ N, 10° 27′ 24″ O | Stall                     | Eingeschossiger Ziegelbau mit ehemaliger Futterküche, unter Satteldach in Ziegelpfannendeckung. Erbaut um 1910.                                                                                     | 33939822 | BW   |

### Einzelbaudenkmale
| Lage                                                | Bezeichnung      | Beschreibung | ID       | Bild |
| --------------------------------------------------- | ---------------- | --- | -------- | ---- |
| Gerhard-Adolf-Straße 1 52° 46′ 11″ N, 10° 27′ 29″ O | Landarbeiterhaus | Eingeschossiger Fachwerkbau auf Ziegelsockel unter Satteldach in Ziegelpfannendeckung. Fachwerkgefüge mit gekuppelten Ständern und Ziegelausfachung. | 33939420 | BW   |

## Masel

### Einzelbaudenkmale
| Lage                                          | Bezeichnung   | Beschreibung | ID       | Bild |
| --------------------------------------------- | ------------- | ------------ | -------- | ---- |
| L 286, km 42,010 52° 45′ 12″ N, 10° 30′ 49″ O | Memorialstein |              | 33939498 | BW   |

## Bokel

### Gruppe: Kirchhof Bokel
Die Gruppe hat die ID 33920854. Kleine gotische Kapelle in Feldstein und Ziegelmauerwerk, erbaut vermutlich im 13. oder 14. Jh., einschließlich Kirchhof mit Umfassungsmauern und alten Baumbestand.

| Lage                         | Bezeichnung             | Beschreibung | ID       | Bild           |
| ---------------------------- | ----------------------- | --- | -------- | -------------- |
| 52° 48′ 25″ N, 10° 32′ 48″ O | Kirchhof                | Auf Kirchhofgelände eine Totenglocke sowie ein Bestand an Grabmälern und Bäumen. Wird noch aktiv als Friedhof genutzt. | 33939322 | BW             |
| 52° 48′ 23″ N, 10° 32′ 48″ O | St. Johannes der Täufer | Kleine gotische Kapelle in Feldstein- und Ziegelmauerwerk als Langhaustorso unter Walmdach in Ziegeldeckung. Polygonaler Chor sowie Strebepfeiler mit Kaffgesimsen, in Spitzbögen gekuppelte Rundbogenfenster. Das Nordportal spitzbogig gerahmt mit Blendrosette, darüber Nischenreihe, die Zierbänder zum Teil aus grün glasierten Ziegeln. Innen flache Holzdecke. Auf Südseite manuelle Glocke unter Dach. | 33939299 | Weitere Bilder |

### Gruppe: Erbzinshof Bokel
Die Gruppe hat die ID 33922134.

| Lage                                      | Bezeichnung               | Beschreibung | ID       | Bild |
| ----------------------------------------- | ------------------------- | --- | -------- | ---- |
| Zur Günne 20 52° 48′ 34″ N, 10° 31′ 17″ O | Schafstall                | Langgezogener Fachwerkbau mit Ziegelausfachung unter Satteldach in Ziegelpfannendeckung. Erbaut vermutlich 1660(i), südliche Traufe mit wiederverwendeter und eventuell translozierter Datierung komplett in jüngerer Zeit in Fachwerk erneuert.                                                                         | 33939699 | BW   |
| Zur Günne 20 52° 48′ 34″ N, 10° 31′ 19″ O | Wohn-/ Wirtschaftsgebäude | Zweiständer–Hallenhaus unter Halbwalmdach mit Niedersachsengiebel mit ostseitigen Ladeerkern, erbaut um 1700. Längsdurchfahrt sowie einzelne Strebefiguren, Ausfachung in Ziegelsetzung. Mehrfach umgebaut als reines Wohnhaus.                                                                                          | 33939648 |      |
| Zur Günne 20 52° 48′ 33″ N, 10° 31′ 20″ O | Wohn-/ Wirtschaftsgebäude | Massiver Ziegelbau unter Satteldach, nördlicher Anbau unter Schleppdach, Giebelseiten mit Holzbohlen. | 33939723 | BW   |
| Zur Günne 20 52° 48′ 33″ N, 10° 31′ 20″ O | Speicher                  | Zweigeschossiger Fachwerkspeicher auf Feldsteinsockel unter Satteldach mit Ziegelpfannendeckung. Wandständerbau mit Ankerbalkenkonstruktion, Ausfachung teils in Lehmstakung und teils mit vertikalen Bohlenbeschlag. Giebelseiten mit vertikalen Holzbeschlag verschalt. 1534 erbaut und 1907 auf den Hof transloziert. | 33939672 | BW   |
| Zur Günne 20 52° 48′ 34″ N, 10° 31′ 21″ O | Dammanscher Speicher      | Zweigeschossiger Fachwerkspeicher unter Satteldach in Krempziegeldeckung. Fachwerk mit Ziegelausfachung, Gebälk mit Blendhölzern, Windbretter mit Pferdeköpfen. 1816 errichtet. | 33939363 | BW   |

### Einzelbaudenkmale
| Lage                                        | Bezeichnung | Beschreibung | ID       | Bild |
| ------------------------------------------- | ----------- | ------------ | -------- | ---- |
| B 4, km 53,461 52° 49′ 10″ N, 10° 29′ 21″ O | Meilenstein |              | 33939518 |      |